# Fotbal Club Sheriff Tiraspol 2015-2016
Questa voce raccoglie le informazioni riguardanti lo Sheriff Tiraspol nelle competizioni ufficiali della stagione 2015-2016.

## Maglie e sponsor
Il fornitore tecnico per la stagione 2015-2016 è Adidas. Lo sponsor di maglia è IDC.
| 1ª divisa | 2ª divisa |

## Rosa
| N. |                           | Ruolo | Calciatore        |
| -- | ------------------------- | ----- | ----------------- |
| 1  | Bulgaria (bandiera)       | P     | Božidar Mitrev    |
| 3  | Albania (bandiera)        | D     | Fidan Aliti       |
| 4  | Serbia (bandiera)         | C     | Mihajlo Cakić     |
| 4  | Moldavia (bandiera)       | D     | Constantin Bogdan |
| 6  | Croazia (bandiera)        | C     | Igor Jugović      |
| 6  | Australia (bandiera)      | D     | Antony Golec      |
| 7  | Ucraina (bandiera)        | C     | Vjačeslav Šarpar  |
| 7  | Brasile (bandiera)        | C     | Joálisson         |
| 8  | Moldavia (bandiera)       | C     | Radu Gînsari      |
| 9  | Brasile (bandiera)        | A     | Juninho Potiguar  |
| 9  | Brasile (bandiera)        | C     | Bruno Pelissari   |
| 10 | Croazia (bandiera)        | C     | Ivan Crnov        |
| 11 | Brasile (bandiera)        | C     | Ricardinho        |
| 11 | Croazia (bandiera)        | A     | Josip Ivančić     |
| 12 | Moldavia (bandiera)       | P     | Dumitru Stajilă   |
| 13 | Sierra Leone (bandiera)   | C     | Khalifa Jabbie    |
| 14 | Burkina Faso (bandiera)   | D     | Wilfried Balima   |
| 15 | Costa d'Avorio (bandiera) | D     | Marcel Metoua     |
| 16 | Moldavia (bandiera)       | A     | Vadim Paireli     |

| N. |                                 | Ruolo | Calciatore         |
| -- | ------------------------------- | ----- | ------------------ |
| 17 | Moldavia (bandiera)             | D     | Artiom Rozgoniuc   |
| 18 | Moldavia (bandiera)             | D     | Andrei Novicov     |
| 19 | Moldavia (bandiera)             | D     | Serghei Svinarenco |
| 20 | Brasile (bandiera)              | C     | Cadú               |
| 21 | Moldavia (bandiera)             | D     | Maxim Potîrniche   |
| 22 | Bosnia ed Erzegovina (bandiera) | D     | Amer Dupovac       |
| 24 | Ghana (bandiera)                | C     | Seidu Yahaya       |
| 25 | Moldavia (bandiera)             | P     | Sergiu Juric       |
| 28 | Moldavia (bandiera)             | P     | Alexei Koșelev     |
| 29 | Moldavia (bandiera)             | A     | Eugeniu Rebenja    |
| 31 | Svizzera (bandiera)             | A     | Danijel Subotić    |
| 32 | Moldavia (bandiera)             | A     | Igor Picușceac     |
| 33 | Moldavia (bandiera)             | D     | Valerii Macrițchii |
| 34 | Moldavia (bandiera)             | C     | Ivan Urvanțev      |
| 35 | Moldavia (bandiera)             | C     | Artur Pătraș       |
| 55 | Bosnia ed Erzegovina (bandiera) | D     | Mateo Sušić        |
| 77 | Bosnia ed Erzegovina (bandiera) | C     | Goran Galešić      |
| 90 | Serbia (bandiera)               | D     | Vujadin Savić      |
| 93 | Moldavia (bandiera)             | A     | Maxim Iurcu        |

## Calciomercato

### Sessione estiva
| Acquisti | Acquisti         | Acquisti        | Acquisti   |
| R.       | Nome             | da              | Modalità   |
| -------- | ---------------- | --------------- | ---------- |
| P        | Alexei Koșelev   | Saxan           | definitivo |
| P        | Božidar Mitrev   | Lokomotiv Sofia | definitivo |
| D        | Fidan Aliti      | Lucerna         | definitivo |
| D        | Andrei Novicov   | Tiraspol        | svincolato |
| D        | Maxim Potîrniche | Zimbru Chișinău | definitivo |
| D        | Vujadin Savić    | Watford         | definitivo |
| C        | Mihajlo Cakić    | Tiraspol        | svincolato |
| C        | Ivan Crnov       | Zrinjski Mostar | definitivo |
| C        | Khalifa Jabbie   | Balıkesirspor   | definitivo |
| C        | Igor Jugović     | Celje           | prestito   |
| C        | Vjačeslav Šarpar | Volyn'          | definitivo |
| C        | Seidu Yahaya     | Astra Giurgiu   | definitivo |
| A        | Igor Picușceac   | Amkar Perm'     | definitivo |
| A        | Danijel Subotić  | Al-Qadisiya     | definitivo |

| Cessioni | Cessioni           | Cessioni            | Cessioni   |
| R.       | Nome               | a                   | Modalità   |
| -------- | ------------------ | ------------------- | ---------- |
| P        | Matías Degra       | AEL Limassol        | definitivo |
| P        | Serghei Juric      | Zarea Bălți         | definitivo |
| P        | Serghei Pașcenco   | Malavan             | definitivo |
| D        | Ernandes           | Ceará               | definitivo |
| D        | Andrei Mureșan     | CFR Cluj            | definitivo |
| C        | Maxim Antoniuc     |                     | svincolato |
| C        | Ivan Crnov         | Široki Brijeg       | svincolato |
| C        | Aitor Monroy       | Maccabi Petah Tiqwa | definitivo |
| C        | Vjačeslav Šarpar   | Volyn'              | svincolato |
| A        | Igor Dima          | Speranța Nisporeni  | prestito   |
| A        | Tiago Galvão       | Čukarički           | definitivo |
| A        | Ismail Isa Mustafa | Beroe               | svincolato |
| A        | Igor Picușceac     |                     | svincolato |

### Sessione invernale
| Acquisti | Acquisti          | Acquisti         | Acquisti   |
| R.       | Nome              | da               | Modalità   |
| -------- | ----------------- | ---------------- | ---------- |
| P        | Serghei Juric     | Zarea Bălți      | definitivo |
| D        | Constantin Bogdan | Enisej           | definitivo |
| D        | Antony Golec      | Perth Glory      | definitivo |
| C        | Goran Galešić     | Koper            | definitivo |
| C        | Joálisson         | Zimbru Chișinău  | definitivo |
| C        | Bruno Pelissari   | Athl. Paranaense | definitivo |
| C        | Artur Pătraș      | Milsami Orhei    | definitivo |
| A        | Josip Ivančić     | Rijeka           | definitivo |

| Cessioni | Cessioni         | Cessioni  | Cessioni      |
| R.       | Nome             | a         | Modalità      |
| -------- | ---------------- | --------- | ------------- |
| P        | Dumitru Stajilă  | Kuban'    | definitivo    |
| C        | Mihajlo Cakić    |           | svincolato    |
| C        | Igor Jugović     | Celje     | fine prestito |
| C        | Ricardinho       | Sharjah   | prestito      |
| A        | Juninho Potiguar | Al-Shabab | definitivo    |

## Risultati

### Divizia Națională
| Arbitro: | Tean (Chișinău) |

|                            |           |  |
| Cakić 54’ Ricardinho 90+4’ | Marcatori |  |

| Arbitro: | Ceban (Chișinău) |

|                                                    |           |  |
| Picușceac 33’ Novicov 51’ Ricardinho 52’ Iurcu 75’ | Marcatori |  |

| Arbitro: | Stoianov (Taraclia) |

|            |           |  |
| Onicaș 79’ | Marcatori |  |

| Arbitro: | Ivancenco (Bălți) |

|  |           |                                          |
|  | Marcatori | 21’ (aut.), 81’ (aut.) Cojocari 30’ Cadú |

| Arbitro: | Găina (Chișinău) |

|                                   |           |  |
| Ricardinho 27’, 45+1’ Subotić 56’ | Marcatori |  |

| Arbitro: | Derenov (Bălți) |

|                       |           |                            |
| Rui Miguel 61’ (rig.) | Marcatori | 27’ Ricardinho 58’ Subotić |

| Arbitro: | Rochin (Chișinău) |

|           |           |             |
| Iurcu 62’ | Marcatori | 78’ Bugneac |

| Arbitro: | Malinovschii (Chișinău) |

|                   |           |           |
| Boghiu 63’ (rig.) | Marcatori | 71’ Savić |

| Tiraspol 26 settembre 2015, ore 18:00 EEST 9ª giornata | Sheriff Tiraspol | 0 – 0 referto | Dacia Chișinău | Stadio Sheriff (3 000 spett.)\| Arbitro: \| Găina (Chișinău) \| |
| Arbitro:                                               | Găina (Chișinău) |               |                |                                                                 |

| Arbitro: | Ceban (Chișinău) |

|             |           |                                 |
| Istrati 88’ | Marcatori | 13’ Subotić 75’ (aut.) Cagrihan |

| Arbitro: | Tean (Chișinău) |

|  |           |                                      |
|  | Marcatori | 20’ Sušić 33’ Subotić 68’ Ricardinho |

| Arbitro: | Tupicica (Ialoveni) |

|                  |           |           |
| Subotić 12’, 80’ | Marcatori | 65’ Maxim |

| Arbitro: | Ceban (Chișinău) |

|                                              |           |           |
| Subotić 39’ Juninho Potiguar 46’ Gînsari 50’ | Marcatori | 36’ Tiron |

| Arbitro: | Găina (Chișinău) |

|  |           |                        |
|  | Marcatori | 90+1’ Juninho Potiguar |

| Arbitro: | Tupicica (Ialoveni) |

|                                                                |           |           |
| Novicov 32’ Juninho Potiguar 77’ Subotić 79’ Jardan 82’ (aut.) | Marcatori | 34’ Amani |

| Tîrnauca 28 novembre 2015, ore 13:00 EET 16ª giornata | Dinamo-Auto     | 0 – 0 referto | Sheriff Tiraspol | Stadio Dinamo-Auto (500 spett.)\| Arbitro: \| Tean (Chișinău) \| |
| Arbitro:                                              | Tean (Chișinău) |               |                  |                                                                  |

| Arbitro: | Tean (Chișinău) |

|            |           |  |
| Pătraș 60’ | Marcatori |  |

| Arbitro: | Kružliak |

|            |           |  |
| Feščuk 79’ | Marcatori |  |

| Arbitro: | Ivancenco (Bălți) |

|                          |           |  |
| Balima 78’ Ivančić 90+4’ | Marcatori |  |

| Arbitro: | Rochin (Chișinău) |

|  |           |                    |
|  | Marcatori | 26’ (rig.) Subotić |

| Arbitro: | Stoianov (Taraclia) |

|                                |           |  |
| Rachmanov 6’ (aut.) Balima 83’ | Marcatori |  |

| Arbitro: | Găina (Chișinău) |

|                             |           |  |
| Joálisson 35’ Ivančić 90+4’ | Marcatori |  |

| Arbitro: | Ivancenco (Bălți) |

|                |           |                                                |
| Milinceanu 90’ | Marcatori | 9’ Gînsari 61’ Subotić 69’ Ivančić 86’ Rebenja |

| Arbitro: | Rochin (Chișinău) |

|                                      |           |  |
| Subotić 42’ Balima 52’ Gînsari 90+1’ | Marcatori |  |

| Arbitro: | Stoianov (Taraclia) |

|  |           |             |
|  | Marcatori | 22’ Subotić |

| Arbitro: | Tupicica (Ialoveni) |

|                         |           |  |
| Rebenja 24’ Gînsari 60’ | Marcatori |  |

| Arbitro: | Stoianov (Taraclia) |

|              |           |             |
| Feščuk 45+1’ | Marcatori | 75’ Ivančić |

#### Spareggio campionato
| Arbitro: | Andó-Szabó |

|  |           |             |
|  | Marcatori | 88’ Galešić |

### Coppa di Moldavia
| Arbitro: | Muntean (Chișinău) |

|                                                                         |           |          |
| Juninho Potiguar 3’, 21’, 28’, 58’ Rebenja 32’, 63’ Iurcu 37’ Cobeț 83’ | Marcatori | 38’ Guja |

| Arbitro: | Cojocaru (Chișinău) |

|            |           |  |
| Ivančić 5’ | Marcatori |  |

| Arbitro: | Găina (Chișinău) |

|               |           |                         |
| Gînsari 90+5’ | Marcatori | 63’ Slinkin 108’ Boghiu |

### Europa League
| Arbitro: | Krastev |

|  |           |                                   |
|  | Marcatori | 2’ Akabueze 11’ Johnsen 28’ Hagen |

| Skien 9 luglio 2015, ore 19:00 CEST Primo turno - Andata | Odd        | 0 – 0 referto | Sheriff Tiraspol | Skagerak Arena (3 981 spett.)\| Arbitro: \| Jakimovski \| |
| Arbitro:                                                 | Jakimovski |               |                  |                                                           |

### Supercoppa
| Arbitro: | Stoianov (Taraclia) |

|                                            |           |                |
| Juninho Potiguar 4’ Macrițchii 9’ Cadú 34’ | Marcatori | 22’ (rig.) Bud |

## Statistiche
| Competizione           | Punti | In casa | In casa | In casa | In casa | In casa | In casa | In trasferta | In trasferta | In trasferta | In trasferta | In trasferta | In trasferta | Totale | Totale | Totale | Totale | Totale | Totale | DR  |
| Competizione           | Punti | G       | V       | N       | P       | Gf      | Gs      | G            | V            | N            | P            | Gf           | Gs           | G      | V      | N      | P      | Gf     | Gs     | DR  |
| ---------------------- | ----- | ------- | ------- | ------- | ------- | ------- | ------- | ------------ | ------------ | ------------ | ------------ | ------------ | ------------ | ------ | ------ | ------ | ------ | ------ | ------ | --- |
| Divizia Națională      | 65    | 14      | 12      | 2       | 0       | 31      | 4       | 13           | 8            | 3            | 2            | 19           | 7            | 27     | 20     | 5      | 2      | 50     | 11     | +39 |
| Coppa di Moldavia      | -     | 3       | 2       | 0       | 1       | 10      | 3       | 0            | 0            | 0            | 0            | 0            | 0            | 3      | 2      | 0      | 1      | 10     | 3      | +7  |
| Europa League          | -     | 1       | 0       | 0       | 1       | 0       | 3       | 1            | 0            | 1            | 0            | 0            | 0            | 2      | 0      | 1      | 1      | 0      | 3      | -3  |
| Supercoppa di Moldavia | -     | 0       | 0       | 0       | 0       | 0       | 0       | 0            | 0            | 0            | 0            | 0            | 0            | 1      | 1      | 0      | 0      | 3      | 1      | +2  |
| Totale                 | 65    | 18      | 14      | 2       | 2       | 41      | 10      | 14           | 8            | 4            | 2            | 19           | 7            | 33     | 23     | 6      | 4      | 63     | 18     | +45 |